# Кулиса
Кулиса (франц. coulisse, према coulis: који клизи, клизећи) је декоративни елеменат на позорници или покретни зид, којим се дочарава амбијент у којем се одвија радња комада, односно, позоришне представе. Он се лако покреће помоћу разних техничких помагала.
Кулисе су дуго биле главни сценски елеменат, сачињене највише од платна, често осликаног и причвршћене за дрвени оквир, тј. рам.
Кулиса која затвара задњи део позорнице зове се проспект, а она која покрива њен горњи део, и заправо, мења плафон, назива се софита.
Први пут покретне и осликане кулисе употребљава 1620. године италијански архитекта и сценограф Ђован Батиста Алеоти (итал. Giovan Battista Aleotti), па се њихова употреба везује за илузионистичку позорницу.

У пренесеном значењу, кулисама се фигуративно осликава оно чиме се нешто прикрива. То је нека врста привидне или варљиве спољашњости, варка, параван.
- Катедра за позоришну и радио режију Факултета драмских уметности у Београду, студентске представе